# Свети Илия (Литохоро)
Вижте пояснителната страница за други значения на Свети Илия.
„Свети Илия“ (на гръцки: Προφήτη Hλία) е православна църква в Литохоро, Егейска Македония, Гърция, част от Китроската, Катеринска и Платамонска епархия.
Църквата е построена на скала в източните склонове на Олимп на километър западно от Литохоро. Това е една от най-емблематичните църкви на Олимп, тъй като гледа право в първенеца Митикас. Построена е в 1954 година има отлична зидария, изработена от местен, добре дялан сив варовик, както и красиви пропорции.